# Hrabstwo Hyde (Dakota Południowa)
Hrabstwo Hyde (ang. Hyde County) – hrabstwo w stanie Dakota Południowa w Stanach Zjednoczonych. Obszar całkowity hrabstwa obejmuje powierzchnię 2244,46 mil² (866,59 km²). Według szacunków United States Census Bureau w roku 2009 miało 1393 mieszkańców.
Hrabstwo powstało w 1873 roku. Na jego terenie znajdują się następujące gminy (townships): Valley i William Hamilton.

## Miasta
- Highmore[4]